# Malé Krhovice
Malé Krhovice (německy Klein Körbitz) jsou malá vesnice, část obce Chbany v okrese Chomutov. Nachází se asi 4,5 kilometru západně od Chban. Malé Krhovice leží v katastrálním území Poláky o výměře 8,83 km².

## Název
Název vesnice mohl být odvozen buď z osobního jména Krha, které se však v písemných pramenech nevyskytuje, nebo ze slovesa krhati. Potom by se jednalo o přezdívku pro lidi, kteří jsou často nemocní. V historických pramenech se jméno vesnice vyskytuje ve tvarech: in Krhowiczich (1447), v Krhovicích (1533), Krhowicze (1560), Mala Kerbicze (1589), Mala Krbicze (1593), vsi male Kerbicze (1595), ves malou Krbicze (1598), Kurbitz (1603), zur Kärbicz (1604), Kirbitz (1608), Male Krbicz (1629), Klein Kürbitz (1787), Klein-Körbitz (1846) nebo Krhovice malé a Klein-Körbitz (1854).

## Historie

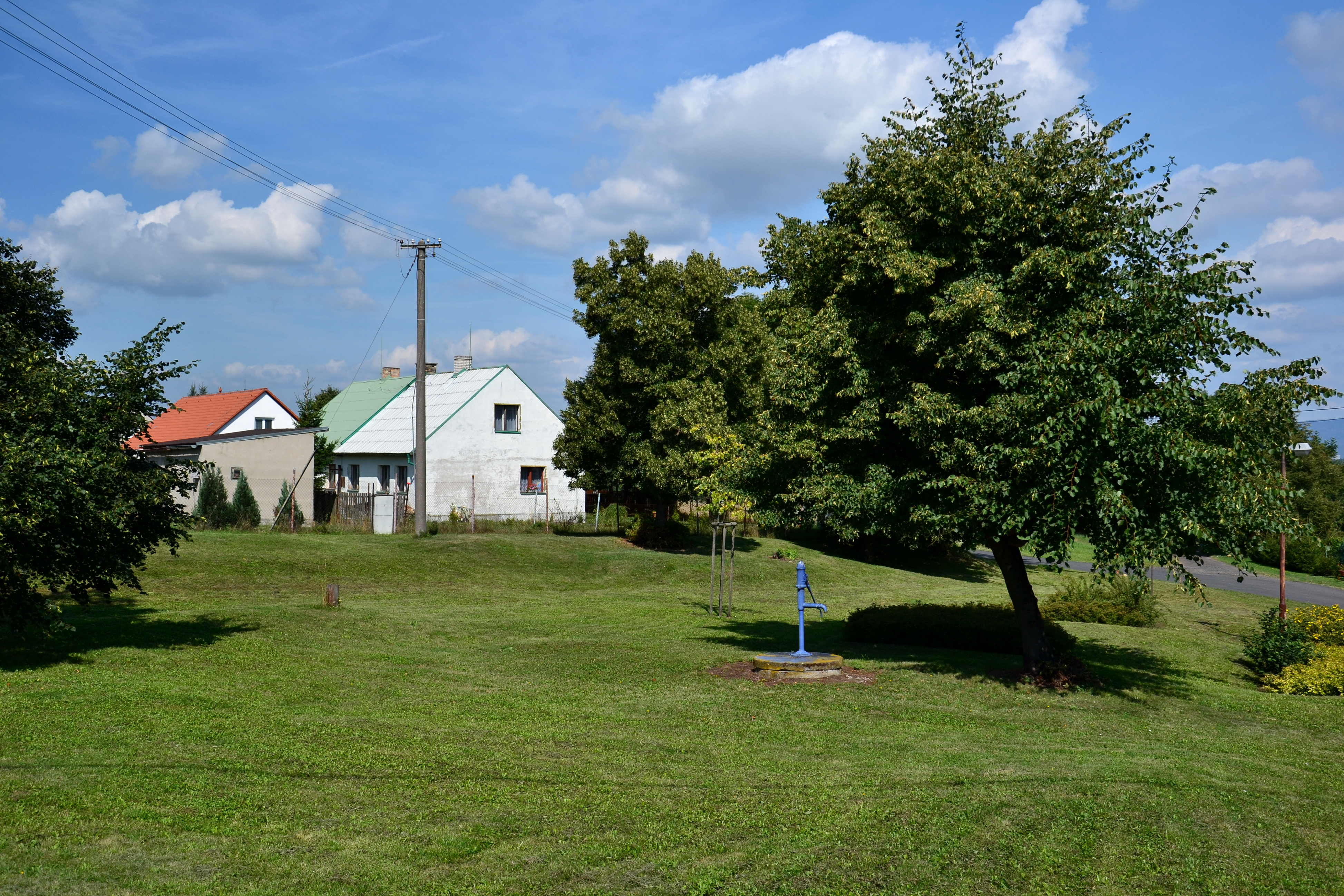
Náves

Malé Krhovice vznikly u obchodní cesty mezi Kadaní a Žatcem. První písemná zmínka o nich pochází z roku 1377. Podle závěti Pechance Ojíře z Očedělic z roku 1447 patřily k vintířovskému panství, ale o rok později je získali Šumburkové, kteří vesnici připojili k panství Poláky. K němu poté patřila až do zrušení poddanství. Za účast na stavovského povstání v letech 1618–1620 byly Poláky včetně Malých Krhovic zabaveny Matyášovi mladšímu Štampachovi ze Štampachu. Konfiskace však nebyla oprávněná, protože Matyáš panství Poláky pouze spravoval za svého nezletilého synovce Zdislava Štampacha ze Štampachu.
Stav vesnice po třicetileté válce byl popsán roku 1654 v berní rule jako dobrý. Tehdy v Malých Krhovicích žili čtyři sedláci, kteří měli osmnáct potahů, patnáct krav, jedenáct jalovic, 54 ovcí, 23 prasat a jednu kozu. Hlavním zdrojem obživy bylo pěstování pšenice a žita, ale ve vsi byl také rybník určený k chovu ryb. Obec vlastnila rybník ještě o sto let později. Vzhledem k velikosti vesnice v ní nebyla škola, a děti navštěvovaly školu v Dolanech.

## Obyvatelstvo
Při sčítání lidu v roce 1921 zde žilo 62 obyvatel (z toho 31 mužů), z nichž bylo devět Čechoslováků, padesát Němců a tři cizinci. Podle sčítání lidu z roku 1930 měla vesnice 65 obyvatel: deset Čechoslováků, 51 Němců a čtyři cizince. Všichni se hlásili k římskokatolické církvi. Po druhé světové válce byli vysídleni němečtí obyvatelé, ale i tak ve vesnici v roce 1947 žilo 52 lidí. K poklesu počtu obyvatel došlo teprve poté a při sčítání lidu v roce 1950 měla vesnice jen 25 obyvatel.
|                                                                 | 1869 | 1880 | 1890 | 1900 | 1910 | 1921 | 1930 | 1950 | 1961 | 1970 | 1980 | 1991 | 2001 | 2011 | 2021 |
| --------------------------------------------------------------- | ---- | ---- | ---- | ---- | ---- | ---- | ---- | ---- | ---- | ---- | ---- | ---- | ---- | ---- | ---- |
| Obyvatelé                                                       | 32   | 55   | 73   | 64   | 56   | 62   | 65   | 25   | 39   | 22   | 23   | 9    | 13   | 13   | 13   |
| Domy                                                            | 6    | 6    | 6    | 6    | 6    | 6    | 6    | 6    | —    | 8    | 8    | 9    | 10   | 10   | 10   |
| Počet domů z roku 1961 je zahrnut v celkovém počtu domů Poláků. |      |      |      |      |      |      |      |      |      |      |      |      |      |      |      |

## Obecní správa

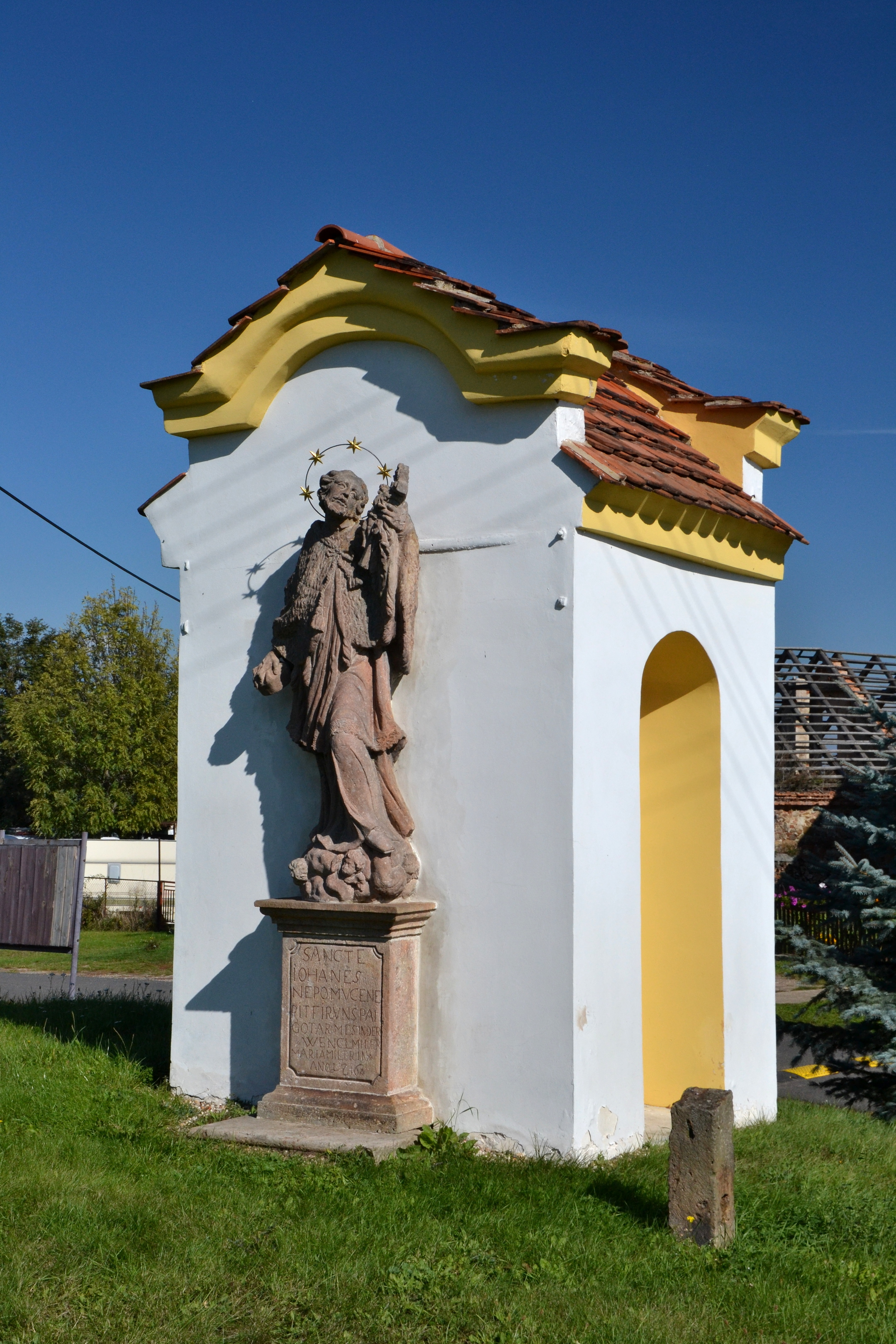
Kaple svatého Jana Nepomuckého

Po zrušení poddanství se Malé Krhovice staly v roce 1850 samostatnou obcí. Zůstaly jí jen krátkou dobu, protože v roce 1869 již byly osadou obce Poláky, s níž byly od 1. ledna 1981 připojeny jako část obce ke Chbanům. Až do roku 1960 se nacházely v okrese Kadaň a teprve v roce 1961 byly při reorganizaci územní správy převedeny do okresu Chomutov.

## Pamětihodnosti
- Na návsi se nachází památkově chráněná kaple svatého Jana Nepomuckého se sedlovou střechou a hlubokými nikami. U stěny kaple stojí socha svatého Jana Nepomuckého z roku 1716.[13]